# Lijst van beelden in Hilvarenbeek
Dit is een (onvolledige) chronologische lijst van beelden in Hilvarenbeek. Onder een beeld wordt hier verstaan elk driedimensionaal kunstwerk in de openbare ruimte van de Nederlandse gemeente Hilvarenbeek, waarbij beeld wordt gebruikt als verzamelbegrip voor sculpturen, standbeelden, installaties, gedenktekens en overige beeldhouwwerken.

## Hilvarenbeek
| Geplaatst    | Omschrijving                           | Kunstenaar                    | Straat                                        | Plaats          | Materiaal    | Afbeelding     |
| ------------ | -------------------------------------- | ----------------------------- | --------------------------------------------- | --------------- | ------------ | -------------- |
| 1880         | Sint Theresia van Ávila                |                               | Kerksingel                                    | Diessen         |              |                |
| 1913         | Sint Antonius van Padua                |                               | Biestsestraat (kerk)                          | Biest-Houtakker |              |                |
|              | Clara                                  |                               | Vrijthof, kerk                                | Hilvarenbeek    |              |                |
| 1926         | Heilig Hartbeeld                       | Jan & Alphons Custers         | Molenstraat                                   | Diessen         |              |                |
| 1928         | Christus, Johannes en Maria            |                               | Hoogbocht                                     | Diessen         |              |                |
| 1938         | O.L. Vrouw v.d. Voort                  | Pierre Tooten & Manus Evers   | De Voort                                      | Hilvarenbeek    |              |                |
|              | Johannes Goropius Becanus (reliëf)     |                               | Gorp6                                         | Hilvarenbeek    | steen        |                |
| 1940         |                                        | Luc. van Hoek                 | Tilburgseweg (bij viaduct)                    | Hilvarenbeek    |              |                |
|              | Vlasbloem (Reliëfsteen)                |                               | Kokkestraat9                                  | Hilvarenbeek    | steen        |                |
|              | Gedenksteen (Joris & draak)            |                               | Biestsestraat                                 | Biest-Houtakker |              |                |
| 1953         | Sint Willibrordus                      |                               | Willibrordusstraat                            | Diessen         | steen        |                |
|              | Johannes, Maria en engel met bazuin    |                               | Kerksingel                                    | Diessen         |              |                |
| 1960 / 2000  | Het Ypelaertje                         | Hans Claesen                  | Ypelaerstraat                                 | Hilvarenbeek    | steen        |                |
| 1965         | Het huisgezin (reliëf)                 | Cornel Snels                  | Rogier van Leefdaelstraat 23                  | Hilvarenbeek    |              |                |
| 1970         | Wijsheid                               | Felix van Kalmthout           | Rogier van Leefdaelstraat                     | Hilvarenbeek    |              |                |
| 1972         | P.C. de Brouwer                        | Frans Verhaak                 | Vrijthof (bij kerk)                           | Hilvarenbeek    |              |                |
| 1976         | Mee un Buukske in un Huukske           | Hans Claesen                  | Plein 40-'45                                  | Hilvarenbeek    |              |                |
| 1980         | Pronte vrouw                           | Klaas van Rosmalen            | Koestraat / Hertog Janstraat                  | Hilvarenbeek    |              |                |
|              | St.Willibrordusschool (reliëf)         | Louis de Groot                | Molenstraat                                   | Diessen         | keramiek     |                |
| 1982         | Vallen, opstaan en Verdergaan (reliëf) |                               | Molenstraat                                   | Diessen         | baksteen     |                |
| 1984         | Jachtgodin Diana                       |                               | Gorp (Kasteeltje Gorp)                        | Hilvarenbeek    |              |                |
| 1986         | De Vendelier                           | Wim van Breen                 | Tamboer                                       | Hilvarenbeek    |              |                |
| 1987         | Eenhoorn                               | Joep Coppens                  | Theresiastraat                                | Diessen         |              |                |
| 1987         | Stroming                               | Wim Gubbels                   | Varkensmarkt                                  | Hilvarenbeek    |              |                |
| 1987         | Johanna van Brabant                    | Wim van Breen                 | Johanna van Brabantlaan                       | Hilvarenbeek    | Euville      |                |
| 1989         | Pelikaan zonnewijzer                   | Joep Coppens                  | Willibrordusstraat                            | Diessen         |              |                |
| 1989         | Tijl Uilenspiegel                      | Wim van Breen                 | Koestraat (cultureel centrum)                 | Hilvarenbeek    |              |                |
| 1990         | Meisje met hond                        | Wim Gubbels                   | Julianastraat                                 | Diessen         |              |                |
| 1992         | Vruchtbare Samenleving                 | Joep Coppens                  | Dorpsstraat                                   | Esbeek          |              |                |
| 1994         | Drieluik                               | Louis de Groot / Marita Kratz | Kerksingel                                    | Diessen         | keramiek     |                |
| 1994         | Oorlogsmonument                        | Louis de Groot                | Kerksingel                                    | Diessen         |              |                |
| 1994         | Straatbeeld                            | Emile Zwartelé                | Willibrordusstraat                            | Diessen         |              |                |
| 1994         | Ontginner                              | Hans van Brunschot            | St Josephstraat                               | Haghorst        |              |                |
|              | Ooievaar                               | Harrie Maas                   | Valentina Thereshkovastraat                   | Hilvarenbeek    |              |                |
| 1995         | Hercules                               | Hans van Eerd                 | Willibrordusstraat                            | Diessen         |              |                |
| 1997         | D'n Driehoek                           | Louis de Groot                | Papenstraat (senioren complex)                | Hilvarenbeek    |              |                |
| 1997         | Regenten                               | Harm Timmermans               | Biestsestraat (t.o. kerk)                     | Biest-Houtakker |              |                |
| 1998         | Aaimenneke                             | Blandina van Rijsewijk        |                                               | Hilvarenbeek    |              |                |
| 1998         | Flits                                  | Jeroen de Beer                | Het Juweel                                    | Hilvarenbeek    |              |                |
| 2005         | De Denker                              | Annelies van Biesbergen       | Groot Loo                                     | Hilvarenbeek    |              |                |
| 2012         | Alsof ze nooit zijn weggeweest         | Hannes Verhoeven              | Oude Trambaan                                 | Esbeek          | kunststof    |                |
| 2013         | Verroeste Pk's                         | Hannes Verhoeven              | Hoogeindsestraat                              | Esbeek          | kunststof    | Verroeste pk's |
| 2013 ?       | St.Joseph (relief)                     | Guido Geelen                  | Klein Westerwijksestraat                      | Biest-Houtakker |              |                |
| 2016         | De Verbinding                          | Hannes Verhoeven              | Dorpsstraat                                   | Esbeek          | hars / staal |                |
|              | Edward (Edouard) Remy                  |                               | Lage Mierdseweg / De Utrecht (Huize Rustoord) | Esbeek          |              |                |
| ca 2017/2018 |                                        |                               | Lage Mierdseweg / De Utrecht (Huize Rustoord) | Esbeek          |              |                |
| 2020         | De Boomvreter                          | Paul Kolen                    | Ambrosiushof                                  | Hilvarenbeek    | Hout         |                |